# Новоивановский гидроузел
Новоивановский гидроузел — перенаправляет часть стока реки Биюк-Карасу в Северо-Крымский канал. С 2014 года через Новоивановский гидроузел в крымскую часть канала ежегодно поступает порядка 40 млн м³ воды.
Обеспечивает водоснабжение Керчи, Феодосии и Судака. В качестве источников используются Белогорское и Тайганское водохранилища, а также незарегулированный сток Биюк-Карасу.

## Описание
Новоивановский гидроузел расположен на ПК 2434 Северо-Крымского канала.
2 июня 2015 года гидроузел был передан на баланс Нижнегорского филиала ГБУ РК «Крыммелиоводхоз».
Гидроузел предназначен для поддержания уровня воды в пруду перед водосбросом в Северо-Крымский канал и бесперебойного водоснабжения Керченского, Ленинского, Феодосийского и Судакского регионов Республики Крым. Также обеспечивает сброс избыточных паводковых вод в Салгир и снижение объёмов поступления ила в канал.
В состав гидроузла входят:
- автоматический водосброс: ширина — 20 м, длина — 29 м, расход — 33 м³/с;
- пруд: объём — 20 710 м³, площадь зеркала — 0,8 га;
- донный водовыпуск диаметром — 600 мм, длиной — 63 м, расходом − 1,1 м³/с;
- водопропускное сооружение под автодорогой Джанкой — Керчь: длина — 24 м, диаметр — 2×1600 мм, расход — 4-12 м³/сек;
- подводящий канал: облицован, длина — 56 м.

В мае-июле 2018 года были выполнены работы по установке ограждения.

## Схема переброски воды
Для переброски в канал запасов Белогорского и Тайганского водохранилищ используется русло реки Биюк-Карасу. По которому вода преодолевает 51 км.
Далее вода поступает в накопительный пруд у села Новоивановка Нижнегорского района, построенный по проекту института «Крымгипроводхоз» силами предприятия «Гидрострой-6» республиканского Госкомводхоза.
Из накопительного пруда-отстойника вода по двум трубам проложенным под дорогой А17 и бетонному подводящему каналу длиной 57,5 м поступает через водосброс в нижнегорский участок Северо-Крымского канала. Откуда самотёком на насосную станцию № 2. Далее в третий участок, по которому к насосной станции № 16 у села Владиславовка, которая поднимает воду в Феодосийское водохранилище — главный источник водоснабжения всей Феодосийско-Судакской зоны. Неподалёку расположены шлюзы, распределяющие воду на Керчь. Протяжённость переброски по самому короткому маршруту — от Тайганского до Феодосийского водохранилища составляет 111 км.
Подача воды в Северо-Крымский канал была начата 12 мая 2014, стоимость работ первой очереди составила 3 млн рублей. Первые дни сотрудники через каждый километр отслеживали поток во избежание выхода Биюк-Карасу из русла и затопления территорий. По словам Игоря Вайля «речка показала себя с самой хорошей стороны». И вскоре перешли из работы в чрезвычайном режиме, в нормальный технологический. Скорость подачи регулируется диспетчерами.
26 декабря 2014 года было завершено «Строительство гидроузла у с. Новоивановка Нижнегорского района», начатое в октябре 2014 года. Объект является технологическим продолжением объекта «Переброска части стока р. Биюк-Карасу в Северо-Крымский канал (строительство)». Стоимость составила 7,9 млн рублей.
После переброски воды через Новоивановский гидроузел далее по трассе канала используются насосные станции: НС-2, НС-3 и НС-4, НС-16. В 2015 году был произведён ремонт НС-2 и НС-3.
Завершение строительства гидроузла и разработка специалистами Госкомводхоза алгоритма работы гидравлически связанных гидротехнических сооружений и насосных станций Северо-Крымского канала позволило вовлечь в хозяйственный оборот 20 млн м³ паводкового стока реки Биюк-Карасу ранее сбрасываемых в зимне-весенний период.
В 2016 году по Федеральной целевой программе планируется выделить 10 млн рублей на проектирование берегоукрепительных сооружений на реке Биюк-Карасу.

### Салгир
От перенаправления стока реки Салгир отказались. Игорь Вайль так комментирует данное решение: «Салгир, в отличие от Биюк-Карасу, находится ниже канала. Чтобы перебросить эту водичку, необходимо затрачивать электроэнергию, нужно строить насосную станцию, а те объёмы воды, которые есть, нам погоды не сделают». В 2016 году более приоритетной является запуск подземных водозаборов на проектную мощность, что и было сделано с запуском первой очереди Системы водоподачи Восточного Крыма, со сбросными камерами в Северо-Крымский канал.
По словам директора НПФ «Водные технологии» Анатолия Копачевского в русле Салгира, в направлении Сиваша, «сбрасывается не менее 50-70 тыс. м³ в сутки, а то и 100—150 тыс. м³».

### Реверсная подача на северо-запад
Санкт-Петербургский горный университет прорабатывал вопрос по подаче на север Крыма 15 млн м³ в год. Стоимость строительства оценивалась в 1,5 млрд рублей. Заказчиком проекта являлся ПАО «Крымский содовый завод».

## Эксплуатация
Вода из реки Биюк-Карасу подаётся в Северо-Крымский канал расходом до 5  м³/с. До рабочих горизонтов заполнен участок канала от дюкера на 242 км до перегораживающего сооружения ПС-5 на 252 км, что позволило 14 мая 2014 года в 21.00 включить в работу насосную станцию НС-2 расходом 5,5 м³/с.
Работа насосно-силового оборудования НС-2 обеспечила создание рабочих горизонтов воды в канале до перегораживающего сооружения ПС-8 на 304 км Северо-Крымском канала и позволила 18 мая осуществить пуск двух насосно-силовых агрегатов на НС-16 для заполнения Феодосийского водохранилища.
Насосная станция НС-16 обеспечивает подачу в Феодосийское водохранилище тремя агрегатами общим расходом 3,81 м³/с. По состоянию на 20 мая, объём воды, закачанной в Феодосийское водохранилище, составляет 443 тыс. м³
Схема переброски воды из водохранилищ естественного стока в наливные водохранилища является временной. Для водоснабжения Восточного Крыма ведётся обустройство подземных водозаборов, которые позволят ежесуточно получать 195 тыс. м³ качественной питьевой воды. В 2014—2015 годах вода подавалась в объёме до 1,5 м³/с.
В 2014 году в Феодосийское водохранилище было закачано 9,8 млн м³, Станционное — 7,8 млн м³, Ленинское — 1,2 млн м³.
С января по май 2015 года в Феодосийское было подано 11,8 млн м³, Станционное — 9,1 млн м³ и в Ленинское — 1,6 млн м³.
В октябре объём воды поданный Восточному Крыму через гидроузел у села Новоивановка достиг 48,7 млн м³. В том числе: Станционное — 18,3 млн м³, Ленинское — 2,5 млн м³, Самарлинское — 1,7 м³.
За счёт переброски воды из Белогорского и Тайганского водохранилищ в Восточный Крым показатель обеспеченности населения доброкачественной питьевой водой в Феодосии увеличился с 20,4 % до 93,3 %, а в Керчи — с 0 % до 32,7 %. Качество питьевой воды, подаваемой населению, улучшилось по санитарно-химическим показателям за счёт снижения удельного веса нестандартных проб по мутности.
С 12 января 2015 года по 14 мая 2018 года через гидроузел в Северо-Крымский канал было подано 101,5 млн м³ воды, еще 15,8 млн м³ было подано в 2014 году, до завершения второй очереди строительства.
| Водохранилище                                                | 2014 год | 2015 год | 2016 год |
| ------------------------------------------------------------ | -------- | -------- | -------- |
| Всего                                                        | 15,8     | 54,5     | 29,1     |
| Феодосийское водохранилище                                   | 9,8      | 18,7     | 11,6     |
| Фронтовое водохранилище н.ст. Феодосийское (дюкер Фронтовое) | —        | 10,6     | 2,5      |
| Керченское водохранилище                                     | 7,8      | 20,5     | 12       |
| Юзмакское водохранилище                                      | 1,2      | 2,5      | 2,6      |
| Самарлинское водохранилище                                   | —        | 2,2      | 0,4      |

### Засуха 2018—2020 годов
26 мая 2020 года был закрыт сброс воды из Белогорского водохранилища по реке Биюк-Карасу в связи с отсутствием продуктивных запасов. Остатки воды в Тайганском были с помощью военных перенаправлены в Симферопольское водохранилище. Длительное время задвижки гидроузла были закрыты и Северо-Крымский канал пополнялся из подземных водозаборов.
В мае 2021 года возобновлена подача воды в Северо-Крымский канал из Белогорского водохранилища. Для очистки пруда от водорослей использовалась камышекосилка «Медведка». В августе сброс был прекращен в связи со снижением уровня воды необходимого для ремонта задвижек.
В 2021 году сложилась типичная для Крыма ситуация избытка и нехватки воды. С одной стороны Керчь дважды подверглась сильнейшим наводнениям, передвижение по центру Керчи осуществлялось на лодках. С другой стороны осадки в бассейне Биюк-Карасу оказались значительно ниже среднемноголетних значений, в результате чего осенью в феодосийском регионе отсутствовали резервные запасы воды: наполнение Фронтового и Феодосийского водохранилищ было на «уровне мертвого объема».